# Dante Sonata

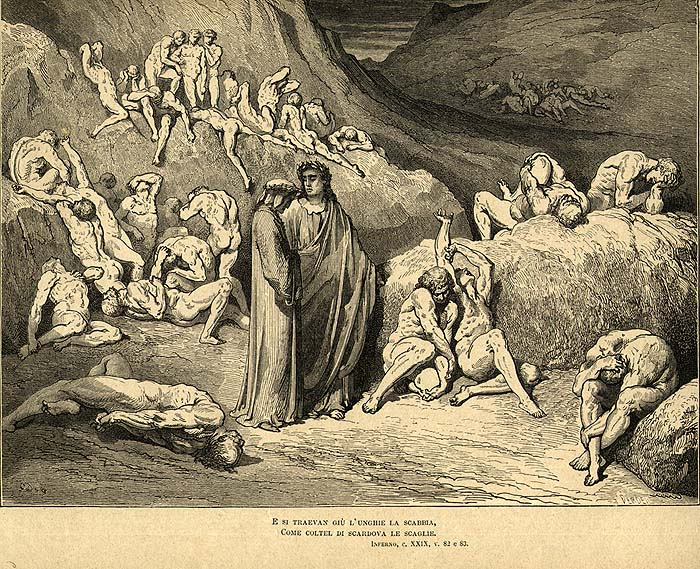
Rappresentazione del XXIX canto dell' Inferno

Après une lecture du Dante: Fantasia quasi Sonata (In Italiano Dopo una lettura di Dante: Fantasia quasi Sonata; o anche Dante Sonata) è una fantasia in un movimento, composta da Franz Liszt nel 1849. L'opera è ispirata alla Divina Commedia di Dante Alighieri. È stata pubblicata per la prima volta nel 1856 come settimo pezzo del secondo volume degli Années de pèlerinage (Anni di Pellegrinaggio). Viene considerata uno dei brani più difficili del repertorio pianistico.

## Origine

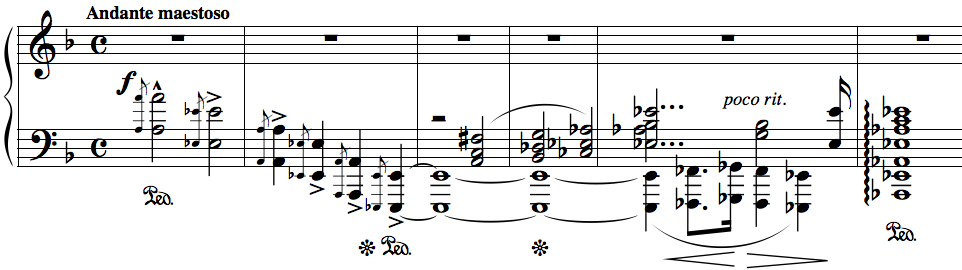
L'introduzione della sonata

La Dante Sonata era originariamente un piccolo pezzo diviso in due movimenti tematici, che Liszt aveva composto nel 1830 circa. È stata eseguita per la prima volta a Vienna nel novembre 1839. Una volta trasferitosi a Weimar nel 1849 Liszt revisionò il pezzo dandogli il suo attuale titolo derivato dall'omonimo poema di Victor Hugo.

## Composizione

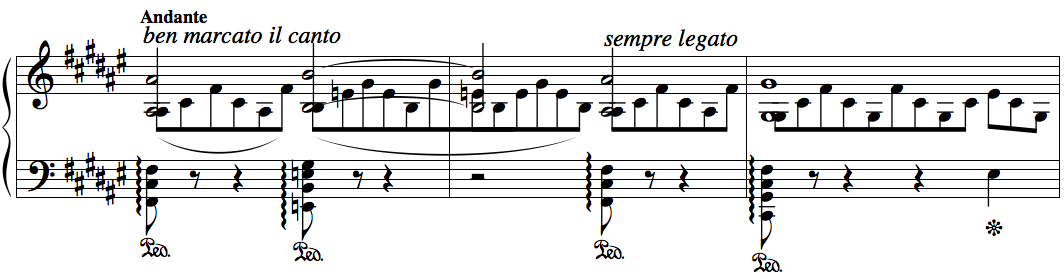
Il secondo tema

Il pezzo è diviso in due temi principali. Il primo, in Re minore, rappresenta il lamento delle anime all'inferno. La tonalità di Re minore in musica viene associata alla morte, viene infatti utilizzato da Liszt anche nel Totentanz. Il secondo tema è un corale in Fa diesis maggiore che rappresenta la gioia delle anime beate.